# Guardian
Guardian（ガーディアン）は、タンデムコンピューターズ社で最初に開発され、買収によりコンパック、更に買収により現在はヒューレット・パッカードが製造販売する無停止コンピュータであるHP Integrity NonStopの、オペレーティングシステムである。
現在はIA-64のItanium 2に移植されている。